# Pierre Etchebaster
Pierre Etchebaster (Saint-Jean-de-Luz, 8 de dezembro de 1893 - 24 de março de 1980) foi um real-tenista e oficial francês, um dos maiores nomes do Tênis real. Oito vezes campeão mundial. 